# Гевгелийска чаршия
Старата гевгелийска чаршия (на македонска литературна норма: Стара гевгелиска чаршија) е търговска и културно-историческа част в град Гевгели, Северна Македония. Чаршията е обявена за паметник на културата.
Чаршията е покрита с калдаръм и се състои от малки, залепени един за друг дюкяни – всички автентични и паметници на културата. Дюкяните са търговски, занаятчийски и кръчми. Били са в ръцете предимно на турци и евреи.